# Francesca Maddalena d'Orléans
Francesca Maddalena d'Orléans (Saint-Germain-en-Laye, 13 ottobre 1648 – Palazzo Reale di Torino, 14 gennaio 1664) nata principessa di Francia e d'Orléans, divenne duchessa di Savoia come prima moglie di Carlo Emanuele II. Era prima cugina di Luigi XIV così come suo marito. Fu la più breve fra le consorti savoiarde, morendo all'età di quindici anni senza figli.

## Biografia

### Infanzia

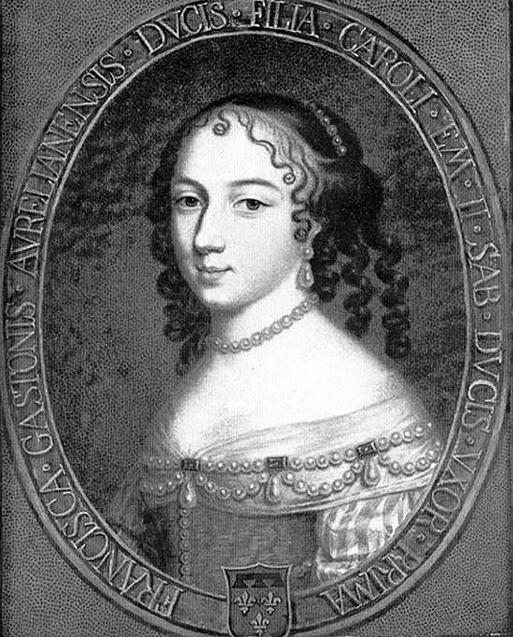
La principessa d'Orléans Francesca Maddalena ritratta in giovane età, Palazzo Reale di Torino

Francesca Maddalena d'Orléans nacque al castello di Saint-Germain-en-Laye, fuori Parigi, nel 1648. Era la minore delle figlie di Gastone d'Orléans e della sua seconda moglie Margherita di Lorena. Dalla nascita ricevette l'appellativo di Mademoiselle de Valois, derivante da uno dei titoli minori del padre. Fu la sorella preferita della principessa Anna Maria Luisa, sua sorella maggiore. Crebbe in compagnia delle sue sorelle e di Mademoiselle de La Vallière, futura amante di Luigi XIV. Vivevano al castello di Blois. Suo padre morì nel 1660 e sua madre non si risposò.
Come dettava l'etichetta di corte francese, Francesca Maddalena deteneva il titolo di Nipote di Francia, in quanto discendente in linea maschile dal re Enrico IV di Francia. Era titolata come petits-enfants de France.
Sotto l'influenza della zia paterna Maria Cristina, vedova di Vittorio Amedeo I, Francesca venne fidanzata al suo primo cugino Carlo Emanuele II, duca di Savoia. Maria Cristina l'aveva prescelta in quanto con questo matrimonio si sarebbe potuto mantenere il potere e l'influenza sul governo che aveva avuto in precedenza come reggente per il figlio fin dal 1637. Il matrimonio fu approvato dal cardinale Mazzarino il quale, già in precedenza, aveva rifiutato Maria Giovanna Battista di Savoia-Nemours, altra possibile candidata alla mano di Carlo Emanuele II. A differenza di quest'ultima, Francesca Maddalena dimostrò un carattere molto più docile e venne quindi prescelta a Maria Giovanna.

### Matrimonio e morte

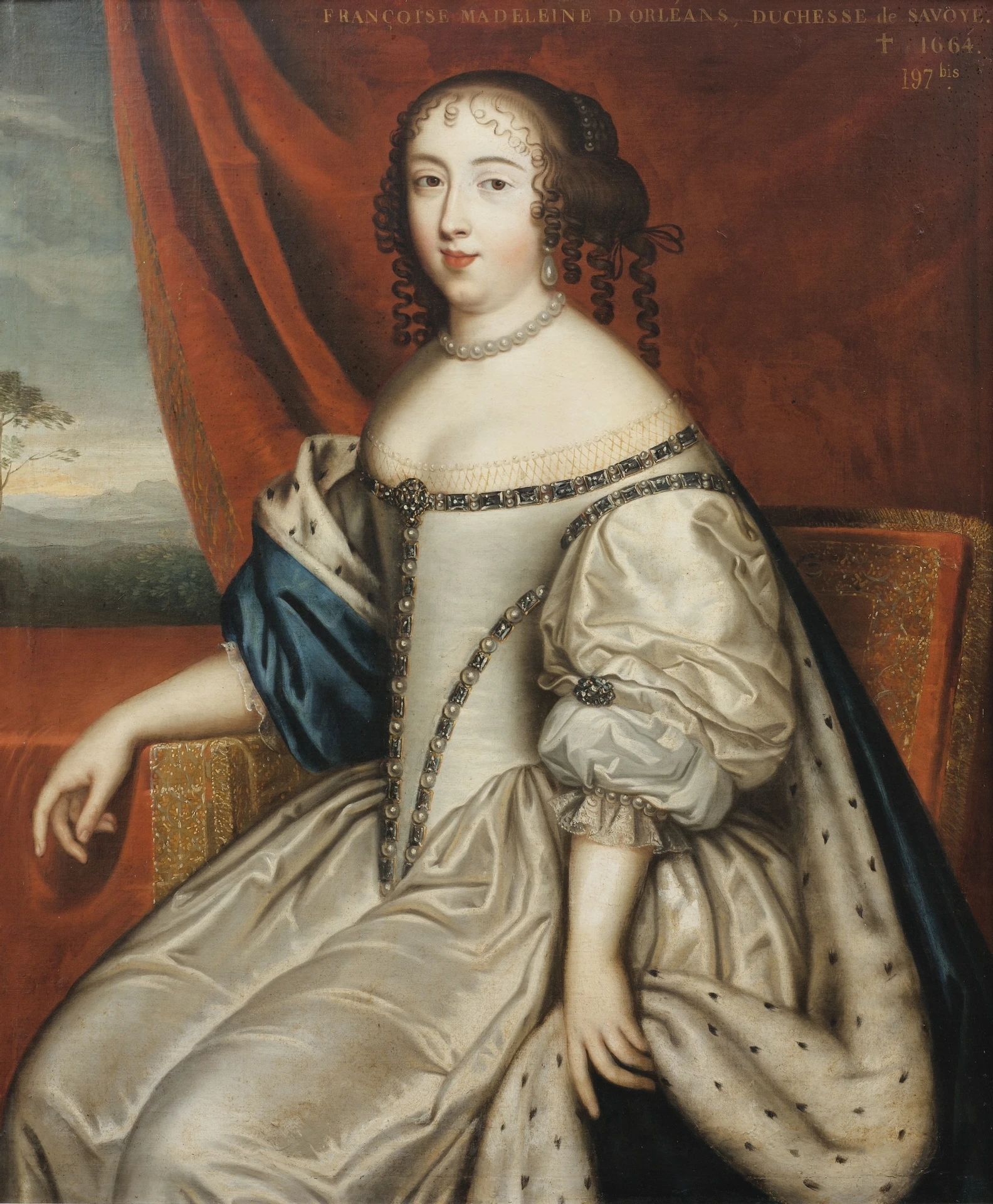
La duchessa Francesca Maddalena d'Orléans in un ritratto del 1680 circa

Francesca Maddalena sposò il Duca di Savoia per procura il 4 marzo 1663. La coppia s'incontrò per la prima volta ad Annecy il 3 aprile 1663, dove avvenne la cerimonia ufficiale. Essi giunsero poi a Torino, capitale del ducato di Savoia, il 15 giugno 1663. La giovane sposa morì nel Palazzo Reale di Torino nemmeno un anno dopo il matrimonio, senza aver dato discendenti al marito, che si risposò con Maria Giovanna Battista di Savoia-Nemours.

## Ascendenza
|                               |                     |                         | Genitori                 |  |  | Nonni |  |  | Bisnonni                   |  |  | Trisnonni                   |  |
|                               |                     |                         |                          |  |  |       |  |  | Antonio di Borbone-Vendôme |  |  | Carlo IV di Borbone-Vendôme |  |
|                               |                     |                         |                          |  |  |       |  |  | Antonio di Borbone-Vendôme |  |  | Carlo IV di Borbone-Vendôme |  |
|                               |                     | Francesca d'Alençon     |                          |  |  |       |  |  | Antonio di Borbone-Vendôme |  |  |                             |  |
| Enrico IV di Francia          |                     |                         |                          |  |  |       |  |  | Antonio di Borbone-Vendôme |  |  |                             |  |
|                               |                     | Giovanna III di Navarra | Enrico II di Navarra     |  |  |       |  |  |                            |  |  |                             |  |
|                               |                     | Giovanna III di Navarra | Enrico II di Navarra     |  |  |       |  |  |                            |  |  |                             |  |
|                               |                     | Giovanna III di Navarra | Margherita d'Angoulême   |  |  |       |  |  |                            |  |  |                             |  |
| Gastone d'Orléans             |                     | Giovanna III di Navarra |                          |  |  |       |  |  |                            |  |  |                             |  |
|                               |                     | Francesco I de' Medici  | Cosimo I de' Medici      |  |  |       |  |  |                            |  |  |                             |  |
|                               |                     | Francesco I de' Medici  | Cosimo I de' Medici      |  |  |       |  |  |                            |  |  |                             |  |
|                               |                     | Francesco I de' Medici  | Eleonora di Toledo       |  |  |       |  |  |                            |  |  |                             |  |
| Maria de' Medici              |                     | Francesco I de' Medici  |                          |  |  |       |  |  |                            |  |  |                             |  |
|                               |                     | Giovanna d'Austria      | Ferdinando I d'Asburgo   |  |  |       |  |  |                            |  |  |                             |  |
|                               |                     | Giovanna d'Austria      | Ferdinando I d'Asburgo   |  |  |       |  |  |                            |  |  |                             |  |
|                               |                     | Giovanna d'Austria      | Anna Jagellone           |  |  |       |  |  |                            |  |  |                             |  |
| Francesca Maddalena d'Orlèans |                     | Giovanna d'Austria      |                          |  |  |       |  |  |                            |  |  |                             |  |
|                               | Carlo III di Lorena | Francesco I di Lorena   |                          |  |  |       |  |  |                            |  |  |                             |  |
|                               | Carlo III di Lorena | Francesco I di Lorena   |                          |  |  |       |  |  |                            |  |  |                             |  |
|                               | Carlo III di Lorena | Cristina di Danimarca   |                          |  |  |       |  |  |                            |  |  |                             |  |
| Francesco II di Lorena        | Carlo III di Lorena |                         |                          |  |  |       |  |  |                            |  |  |                             |  |
|                               |                     | Claudia di Valois       | Enrico II di Francia     |  |  |       |  |  |                            |  |  |                             |  |
|                               |                     | Claudia di Valois       | Enrico II di Francia     |  |  |       |  |  |                            |  |  |                             |  |
|                               |                     | Claudia di Valois       | Caterina de' Medici      |  |  |       |  |  |                            |  |  |                             |  |
| Margherita di Lorena          |                     | Claudia di Valois       |                          |  |  |       |  |  |                            |  |  |                             |  |
|                               |                     | Paolo di Salm           | Giovanni VI di Salm      |  |  |       |  |  |                            |  |  |                             |  |
|                               |                     | Paolo di Salm           | Giovanni VI di Salm      |  |  |       |  |  |                            |  |  |                             |  |
|                               |                     | Paolo di Salm           | Claude de Stainville     |  |  |       |  |  |                            |  |  |                             |  |
| Cristina di Salm              |                     | Paolo di Salm           |                          |  |  |       |  |  |                            |  |  |                             |  |
|                               |                     | Marie Le Veneur         | Tanneguy Le Veneur       |  |  |       |  |  |                            |  |  |                             |  |
|                               |                     | Marie Le Veneur         | Tanneguy Le Veneur       |  |  |       |  |  |                            |  |  |                             |  |
|                               |                     | Marie Le Veneur         | Marie Hélie de Pompadour |  |  |       |  |  |                            |  |  |                             |  |
|                               |                     | Marie Le Veneur         |                          |  |  |       |  |  |                            |  |  |                             |  |

## Titoli nobiliari
- 13 ottobre 1648 – 4 marzo 1663: Sua Altezza Reale Mademoiselle de Valois.
- 4 marzo 1663 – 14 gennaio 1664: Sua Altezza Reale la Duchessa di Savoia.